# Baroniella ensifolia
Baroniella ensifolia är en oleanderväxtart som beskrevs av J. Klackenberg. Baroniella ensifolia ingår i släktet Baroniella och familjen oleanderväxter. Inga underarter finns listade i Catalogue of Life.